# 海秀街道
海秀街道是中国海南省海口市秀英区下辖的一个街道。

## 行政区划
海秀街道下辖
- 海港社区
- 东方洋社区
- 长秀社区
- 金鼎社区
- 十一支队家属社区